# 이솝빌리지
이솝빌리지(Aesop's Village)는 대한민국 경기도 용인시 처인구 포곡읍 전대리에 위치한 에버랜드의 매직랜드에 있는 구역이다. 원래 이곳엔 자연농원의 대표 롤러코스터였던 제트열차가 운행됐었으나 2004년 10월에 철거, 현재는 이 구역을 대표하고 있는 레이싱 코스터가 2005년 10월 1일에 개장되어 현재에 이르고 있다.

## 테마곡
이솝빌리지 테마송(2005)
하늘을 날고 싶니? 그럼 초록빛 따라가보렴
숲 속 오솔길 지나 무지개 다리건너
왠지 우울한 날이 오면, 동화속 친구 찾아가보렴
작은 소망하나까지 이뤄줄거야 (친구들은 잘 알고 있죠?)
이솝할아버지와 개구쟁이 친구들 모두 모두 정말 반가워~
파란 하늘 맑은 샘 꿈을 꾸는 초록 숲 가고 싶어 이솝빌리지 (모두 모두 반가워요)
상상의 마을 지혜의 마을 누구라도 손내밀면 친구 되는 이솝빌리지
행복한 얘기, 신기한 얘기 할아버지 재미있는 얘기해주세요
(자, 눈을 감고 주문을 외워봐!)
하늘을 날고 싶니? 그럼 초록빛 따라가보렴
작은 소망하나까지 이뤄줄거야 (우리 다 같이 불러요)
이솝할아버지와 개구쟁이 친구들 가고 싶어 이솝빌리지
행복한 얘기, 신기한 얘기 할아버지 재미있는 얘기해주세요
(누구라도 반가울거야 이솝빌리지)
이솝빌리지